# Intervenção urbana (urbanismo)
Intervenção urbana é um processo de mudança, em geral realizado nas áreas centrais das cidades, com objetivo de recuperar a área e seu entorno, atender novas exigências da vida cotidiana bem como aos novos padrões estéticos que surgem, e solucionar também as mudanças de padrão da sociedade sejam elas culturais ou demográficas.

## Processos de intervenção
As estratégias usadas para colocar em pratica as intervenções, evidenciam os ideais urbanos de cada momento como também o que se buscava economicamente e no âmbito social. Assim, os estudiosos no assunto as dividem em três períodos: Renovação Urbana(1950-1970), Preservação Urbana(1970-1980), Reinvenção Urbana(1990 até os dias atuais).

### Renovação urbana (1950-1970)
A ideia desse processo era “Demolir e construir para renovar ...” . Nos Estados Unidos na década de 50 esse processo ficou notório, visto que adotou-se a ideia de demolição. “Alguns estudiosos definem esse período como bulldozer Days(dias de escavadeira), um arrasamento de quarteirões...", isso porque o processo de Renovação não visava preservar edifícios, mas implantar mudanças, mesmo que elas causassem a desconstrução de padrões e significasse mexer com os centros urbanos e áreas próximas.  
As críticas a esse processo de intervenção mostram alguns dos resultados obtidos, elas começaram a 'aparecer' em 1970. Por exemplo, a falta de visão empresarial dirigida aos planos e projetos urbanos, que gerou uma oferta excessiva de escritórios nos centros urbanos que pouco conseguiu ser absorvido. Outro impacto urbano foi em relação a sócio demografia, a transferência de populações de suas residências, gerou a expulsão dos moradores de renda baixa para a substituição de uma nata social de alta renda, essa transferência contribuiu para que a relação da segregação social e o racismo vigente na época se tornasse mais estreita

### Preservação urbana (1970-1980)
Ao contrário do processo de Renovação, a Preservação Urbana tinha como ideia “reforçar a preservação das vizinhanças e de restauração "prédios históricos, que passaram a simbolizar status e distinção.
Nesse período, 90% da população, segundo uma pesquisa da Gallup preferiam morar no subúrbio ou em cidades pequenas, ao invés de morar no centro. Diante desse fato foi necessário uma estratégia junto com a restauração física dos centros urbanos, era trazer de volta sensação de pertencimento, isso atrairia as pessoas para o centro urbano. Para isso foram realizadas três ações:  
- Intervenção física por meio de projetos arquitetônicos (empreendimentos) - criação de shoppings centers, e construções de uso misto(lazer e comércio, por exemplo) mas que impactasse visualmente as pessoas.[3][1]
- Políticas urbanas - além da atenção dada ao comércio, sistema de transportes, casas de baixa renda, espaços públicos como ruas para pedestres, e praças passam a protagonizar o desenvolvimento das cidades. Um exemplo disso aconteceu na Alemanha Ocidental que associou o comércio tradicional com planejamento urbano, promovendo centros históricos como locais privilegiados para pedestres[1]. No Brasil, o processo de Preservação Urbana focou suas ações nas preservações de bens culturais por criar ações ou agências que salvaguardasse patrimônios históricos. Isso aconteceu no centro histórico de Salvador, que na década de 70, que não tinha funcionalidade[1]. O projeto de recuperação do centro histórico, o Pelourinho, foi lançado em 1967, tendo como base a criação da Fundação do Patrimônio artístico e cultural da Bahia, o que contribuiu para o aumento ao turismo e principalmente ao tombamento do Pelourinho como Patrimônio da Humanidade em 1985[5][6]. Outra experiência bem sucedida no Brasil foi em Curitiba, que usou a técnica de city marketing, esse conjunto de técnicas evidenciava a cidade por meio de planejamento urbano[7]. Outro instrumento foi a política de comunicação, que criou no cidadão Curitibano, o sentimento de pertencimento e identidade. Esse mesmo 'instrumento' foi usado na Europa e nos Estados Unidos como meio convencimento aos cidadãos[1].
- Gestão compartilhada - Em 1970, em vista de todas as estratégias que tinham sido usadas nos centros urbanos, se intensificou a relação empreendedores x gestores urbanos x cidadãos do centro e pequenos proprietários envolvidos com atividades comerciais no centro se tornou mais intensa. Isso gerou a criação de novas organizações e projetos. Dentre eles se destacam o MSP-Programa da rua central e o BID-Área de desenvolvimento econômico[1].

Os resultados desse processo foram: a privatização  dos espaços públicos, reconhecer que o comercio era um meio de atrair as pessoas ao centro, usar projetos arquitetônicos como também meio de atrair fluxo, preservar a arquitetura por reconhecer que ela fazia parte da cultura e da historia local.

### Reinvenção urbana (1980-2000)
Os objetivos desse período foi gerar emprego e renda com base na recuperação econômica das cidades, usar projetos arquitetônicos como meio de promover politica, expandir comercio imobiliário, e desenvolver o turismo.
Nesse processo, as estratégias usadas foram o city marketing, planejamento de mercado, intervenções que avançaram o centro e foram para as áreas portuárias  a fim de atrair o turismo. Como estratégia da gestão urbana foi usada o TCM-Town Center Management, junto com o MSP-Programa da rua central e o BID-Área de desenvolvimento econômico.
Um exemplo desse processo, foi na Espanha, Barcelona, em 1992 na estruturas dos Jogos Olímpicos, que utilizou equipamentos para esportes náuticos, que buscou integração entre a cidade e os Jogos Olímpicos. A gestão do país desenvolveu um programa de recuperação que atendia ao que se esperava de um projeto de reinvenção, com "espaços de lazer, atrativos turísticos e melhorias na circulação".
Bilbao, outro exemplo que "sofreu decadência econômica,ambiental, e fluxos migratórios", também foi revitalizada. Seu projeto incluiu projetos urbanísticos e arquitetônicos monumentais como projetos de Norman Foster, James Stirling, Michael Wilford, Frank O. Gehry e outros. Aliado a esses projetos, uma infraestrutura que comportasse os novos ambientes urbanos e arquitetônicos criados.

## Intervenções urbanas no Brasil
No Brasil, a cidade de Curitiba foi uma das experiências de revitalização urbana. O plano diretor, o SERENE, criou diretrizes que previam o crescimento do centro com vias de circulação rápida, extensão e adequação de áreas verdes, entre outras diretrizes. Com base nessas diretrizes foi desenvolvido o projeto do Calçadão da Rua XV de Novembro, que visava um programa de recuperação e preservação das áreas históricas da cidade, ampliação das áreas verdes, criação de novos ambientes urbanos como parques, e reestruturação do sistema de transportes. O exemplo de Curitiba ganhou visibilidade e foi reproduzido em outras cidades do país. 
Os resultados foram valorização das áreas que sofreram intervenção, promoção politico-partidária por alguns políticos, surgimento de novos fluxos e áreas e outros resultados.
Em vista das mudanças que o tempo trouxe desde o período pós-guerra, a desvalorização das cidades e dos centros urbanos trouxe necessidade de transformação que os processos de intervenção tornaram possível, por meio de projetos que valorizasse as áreas centrais, o comercio,e o patrimônio arquitetônico da cidade. 